# Observateur permanent du Saint-Siège aux Nations unies

Pour les articles homonymes, voir Observateur.
L'observateur permanent du Saint-Siège aux Nations unies est, depuis 1964, le représentant officiel du Saint-Siège aux Nations unies (ONU). 

## La mission diplomatique
La mission diplomatique du Vatican n'a pas le statut de « représentant permanent » car l'État du Vatican n'est pas membre de l'ONU. Il a un statut d'État observateur depuis 1964 et n'a donc pas le droit de vote à l'AGNU.
Les deux premiers diplomates envoyés par le Saint-Siège étaient des prêtres qui n'avaient pas le rang de nonce apostolique. Mais le deuxième observateur permanent, Giovanni Cheli, a obtenu ce rang à titre personnel et a été ordonné évêque en 1978, après cinq ans de mission à l'ONU. Depuis cette date, tous ses successeurs sont nonces apostoliques et archevêques.

## Observateurs permanents du Saint-Siège à New York
- Alberto Giovannetti (1964-1973)
- Giovanni Cheli (1973–1986)
- Renato Martino (1986–2002)
- Celestino Migliore (2002–2010)
- Francis Assisi Chullikatt (2010-2014)
- Bernardito Auza (2014-2019)
- Gabriele Caccia (depuis 2019)

## Observateurs permanents du Saint-Siège à Genève
- Henri de Rietmatten (1967-1971)
- Silvio Luoni (1971-1978)
- Jean Rupp (1978–1980)
- Edoardo Rovida (1981-1985)
- Justo Mullor García (1985-1991)
- Paul Fouad Tabet (1991–1995)
- Giuseppe Bertello (1997-2000)
- Diarmuid Martin (2001- 2003)
- Silvano Tomasi (2003-2016)
- Ivan Jurkovič (2016-2021)
- Fortunatus Nwachukwu (2021-2023)
- Ettore Balestrero (depuis 2023)